# Bordbænkesæt
Et bordbænkesæt er et modificeret bord med to medfølgende bænke designet til at spise ved udendørs (afholde picnic).

## Brug
Bordbænkesæt bruges til at sidde ved udendørs. De bruges til at spise ved, til at slappe af ved, lave håndværk ved og andre aktiviteter. Bordbænkesæt findes generelt i parker og andre friluftsarealer såsom lejrpladser.